# 又野誠治
又野 誠治（またの せいじ、1960年11月25日 - 2004年3月23日）は、日本の俳優。本名は又野 成治（読みは同じ）。血液型はO型。少林寺拳法、剣道、柔道はいずれも二段。また、ボクシングも特技だった。山口県岩国市出身。

## 略歴
米軍基地に勤務するイタリア人の父親と日本人の母親の間に生まれた。
松田優作に憧れて俳優を目指す。高水高等学校卒業後に上京し、1982年春に文学座に22期生として入座。文学座付属演劇研究所修了後の1983年7月にテレビドラマ『太陽にほえろ!』8代目新人刑事・澤村誠（ブルース刑事）役の座を掴みレギュラー出演。同郷出身で元・文学座12期生、同作品でブレイクした松田優作によく似た物腰と風貌、鍛え上げた身体で、出演当初には松田が演ずる柴田純（ジーパン刑事）と比較され話題になった。だが他の新人刑事を演じた俳優のようにブレイクのきっかけを掴むまでには至らず、「殉職シーン」も叶わないまま番組は終了した（自身が演じたブルース刑事は最終回で一応殉職寸前とはなったものの、殉職までいかず生存し、その後PART2にも引き続き出演を果たした）。
『太陽にほえろ!』終了後、1987年には映画『「さよなら」の女たち』に出演している。その後、主な活躍の場をオリジナルビデオに移し、1990年に『兇悪の紋章』に初主演。以来、数々のビデオ作品や刑事ドラマに出演。主演作ばかりでなく悪役としても強烈な個性を印象付けた。
晩年は東京都杉並区で飲食店「Aサイン」を経営していたが、2004年3月23日午後6時40分頃、店の中で首に布を巻き付け倒れているのを妻に発見され、病院に搬送されたが死亡が確認された。43歳没。前年に18歳年下の女性と結婚し、この年の1月末に息子を授かったばかりだった。

## エピソード
松田優作とは交友があり、又野の事を可愛がっていた。松田自身、デビュー当時に芝居のタイプがよく似た原田芳雄と比較され、悩んだ事を又野に話しており、又野は「お前、それでやり続けていけよ。ちょっとエンジンかかるの遅いかもしれないけど、やり続けていけよ」と松田に言われた事が印象深く残っており、“アクション俳優としての継承”という意味合いも含めて「（続けていく事で）いつかは自分の色というものが出てくるのだろうし、若い世代は自分を知る事で向こう（原田や松田）を知ろうと思う事にもなるのだろう」とインタビューで答えている。

## 出演作品

### テレビドラマ
- 太陽にほえろ!（1983年 - 1986年、日本テレビ） - 澤村誠（ブルース）・訊き込みを受ける麻雀店の客[5]
  - 太陽にほえろ! PART2 （1986年 - 1987年、東宝・日本テレビ） - 澤村誠（ブルース）
- 月曜ドラマランド「藤子不二雄の夢カメラ2・闇からの訪問者」（1987年3月2日、フジテレビ）
- 秋の時代劇スペシャル「新選組」（1987年、テレビ朝日） - 原田左之助
- ベイシティ刑事 第7話・第24話（1987年 - 1988年、テレビ朝日）
- ゴリラ・警視庁捜査第8班 第6話「クライシス・タワー」（1989年5月21日、テレビ朝日） - ヘンリー石黒
- あいつがトラブル 第1話（1989年12月2日、フジテレビ） - 氷室シュウジ
- 勝手にしやがれヘイ!ブラザー 第9話「悪夢のディアフレンド」（1989年12月8日、日本テレビ） - 加藤
- 男と女のミステリー「東京タウン誌殺人情報」（1989年、フジテレビ）
- 鎌倉恋愛委員会 第8回「妹のウエディングドレス」（1991年11月26日、TBS） - 主演
- 秋の特選サスペンス「うどん警部 九月のミンク」（1992年9月14日、関西テレビ）
- 本多の狐－徳川家康の秘宝（1992年9月29日、朝日放送） - 柳生十兵衛
- 金曜ドラマシアター「刑事 北の街函館を舞台に男と男の執念が燃える!」（1993年2月5日、フジテレビ）
- はだかの刑事 第29話「誘拐・天使の火遊び」（1993年9月10日、日本テレビ）
- 鬼平犯科帳 第4シリーズ 第17話「さざ浪伝兵衛」（1993年、フジテレビ） - さざ浪伝兵衛
- 金田一少年の事件簿第7話・第8話「蝋人形城殺人事件」（1995年9月9日・16日、日本テレビ） - 南山駿三
- 聖龍伝説（1996年、日本テレビ） - 百舌
- さむらい探偵事件簿 最終話「洒落にならない男」（1997年3月4日、日本テレビ） - 松永
- D×D 第1話「東京マンハッタン天使が舞い降りた」（1997年7月5日、日本テレビ）

### 映画
- 「さよなら」の女たち（1987年、東宝） - 中山誠吾
- ころがし涼太 激突!モンスターバス（1988年、にっかつ） - 西村
- われに撃つ用意あり（1990年、松竹） - チェン
- KISS ME（1996年、東映） - 組織のボディーガード
- GUN CRAZY Episode-4「用心棒の鎮魂歌(レクイエム)」THE MAGNIFICENT FIVE STRIKE（2003年） - 高木貴行

### オリジナルビデオ
- クライムハンター シリーズ（東映ビデオ）
  - クライムハンター 怒りの銃弾（1989年） - ブルース・沢村
  - クライムハンター2 裏切りの銃弾（1989年） - スネイク
  - クライムハンター3 皆殺しの銃弾（1990年） - BJ ※友情出演
- 兇悪シリーズ（東映ビデオ） - 主演・会田健 
  - 兇悪の紋章（1990年）
  - 兇悪の牙（1991年）
- 襲撃 BURNING DOG（1991年、東映ビデオ）
- デカ玉金助三郎1・2（1994年） - 主演・玉金助三郎（刑事）
- 襲撃
- 修羅の雀士ナルミ シリーズ
- サニーゲッツブルー
- まるごし刑事（1993年、ケイエスエス）
- 妖女伝説セイレーン（1993年、円谷映像）
- 極道三国志2（1998年）ｰ 殺し屋・犬走
- 新・極道三国志 シリーズ（2003年）
- XX ダブルエックス 美しき標的（1995年、東映ビデオ）
- 日本暴力地帯 三（1998年） - 岩佐組若頭 勝又雄司
- 新・ヤンママトラッカー 〜激突!夢街道編〜（2001年） - 苅谷(アワビ密漁の達人)
- 真・雀鬼13 闇のプロフェッショナル（2002年、竹書房） - 金田
- 修羅のみち シリーズ（ナック） - 熊沢 役
  - 修羅のみち7 暴力金融列島（2003年）
  - 修羅のみち8 大阪最終血戦（2003年）

### ナレーション
- 東映Vシネマ予告編「ハートブレイカー 弾丸より愛を込めて」（1992年、東映ビデオ）
- ドリームキャスト「ゴジラ・ジェネレーションズ マキシマム・インパクト」（1998年、セガ）
- TRFシングルCM「slug & soul」（1998年、エイベックス）
- TRFシングルCM「JOY」（1999年、エイベックス）

### 舞台
- コーストガード救命指令（2002年）